# Bryan Passi
Bryan Passi (Marsiglia, 5 agosto 1997) è un calciatore francese naturalizzato congolese (Repubblica del Congo), difensore del Mafra e della nazionale congolese.

## Biografia
È il figlio dell'allenatore ed ex calciatore Franck Passi.

## Carriera

### Club
Cresciuto nel settore giovanile del Montpellier, ha esordito in prima squadra il 21 gennaio 2017, nella partita di Ligue 1 persa per 2-0 contro il Metz; il 14 febbraio firma il primo contratto professionistico con il club dell'Hérault. Il 31 agosto seguente viene ceduto a titolo temporaneo al Le Havre, ma dopo non aver collezionato alcuna presenza, nel successivo mese di gennaio il prestito viene interrotto. Il 20 giugno 2019 si trasferisce al Niort, con cui firma un triennale; il 28 gennaio 2021 segna la prima rete in carriera, in occasione dell'incontro di Ligue 2 pareggiato per 1-1 contro il Chambly. Il 2 febbraio 2022 prolunga con i biancoblù fino al 2024.

### Nazionale
Ha debuttato con la nazionale congolese, Paese di origine del nonno, il 24 settembre 2022, nell'amichevole pareggiata per 3-3 contro il Madagascar.

## Statistiche

### Presenze e reti nei club
Statistiche aggiornate al 23 novembre 2022.
| Stagione            | Squadra            | Campionato         | Campionato | Campionato | Coppe nazionali | Coppe nazionali | Coppe nazionali | Coppe continentali | Coppe continentali | Coppe continentali | Altre coppe | Altre coppe | Altre coppe | Totale | Totale | Totale |
| Stagione            | Squadra            | Comp               | Pres       | Reti       | Comp            | Pres            | Reti            | Comp               | Pres               | Reti               | Comp        | Pres        | Reti        | Pres   | Reti   |        |
| ------------------- | ------------------ | ------------------ | ---------- | ---------- | --------------- | --------------- | --------------- | ------------------ | ------------------ | ------------------ | ----------- | ----------- | ----------- | ------ | ------ | ------ |
| gen.-giu. 2017      | Montpellier        | L1                 | 3          | 0          | CF+CdL          | 0               | 0               | -                  | -                  | -                  | -           | -           | -           | 3      | 0      |        |
| ago. 2017-gen. 2018 | Le Havre           | L2                 | 0          | 0          | CF+CdL          | 0               | 0               | -                  | -                  | -                  | -           | -           | -           | 0      | 0      |        |
| 2018-2019           | Montpellier        | L1                 | 0          | 0          | CF+CdL          | 0               | 0               | -                  | -                  | -                  | -           | -           | -           | 0      | 0      |        |
| Totale Montpellier  | Totale Montpellier | Totale Montpellier | 3          | 0          |                 | 0               | 0               |                    | -                  | -                  |             | -           | -           | 3      | 0      |        |
| 2019-2020           | Niort              | L2                 | 12         | 0          | CF+CdL          | 2+3             | 0               | -                  | -                  | -                  | -           | -           | -           | 17     | 0      |        |
| 2020-2021           | Niort              | L2                 | 28+1       | 1          | CF              | 0               | 0               | -                  | -                  | -                  | -           | -           | -           | 29     | 1      |        |
| 2021-2022           | Niort              | L2                 | 28         | 1          | CF              | 0               | 0               | -                  | -                  | -                  | -           | -           | -           | 28     | 1      |        |
| 2022-2023           | Niort              | L2                 | 6          | 0          | CF              | 1               | 0               | -                  | -                  | -                  | -           | -           | -           | 7      | 0      |        |
| Totale Niort        | Totale Niort       | Totale Niort       | 74+1       | 2          |                 | 6               | 0               |                    | -                  | -                  |             | -           | -           | 81     | 2      |        |
| Totale carriera     | Totale carriera    | Totale carriera    | 77+1       | 2          |                 | 6               | 0               |                    | -                  | -                  |             | -           | -           | 84     | 2      |        |

### Cronologia presenze e reti in nazionale
| Cronologia completa delle presenze e delle reti in nazionale ― Rep. del Congo | Cronologia completa delle presenze e delle reti in nazionale ― Rep. del Congo | Cronologia completa delle presenze e delle reti in nazionale ― Rep. del Congo | Cronologia completa delle presenze e delle reti in nazionale ― Rep. del Congo | Cronologia completa delle presenze e delle reti in nazionale ― Rep. del Congo | Cronologia completa delle presenze e delle reti in nazionale ― Rep. del Congo | Cronologia completa delle presenze e delle reti in nazionale ― Rep. del Congo | Cronologia completa delle presenze e delle reti in nazionale ― Rep. del Congo |
| Data                                                                          | Città                                                                         | In casa                                                                       | Risultato                                                                     | Ospiti                                                                        | Competizione                                                                  | Reti                                                                          | Note                                                                          |
| ----------------------------------------------------------------------------- | ----------------------------------------------------------------------------- | ----------------------------------------------------------------------------- | ----------------------------------------------------------------------------- | ----------------------------------------------------------------------------- | ----------------------------------------------------------------------------- | ----------------------------------------------------------------------------- | ----------------------------------------------------------------------------- |
| 24-9-2022                                                                     | Mohammedia                                                                    | Rep. del Congo                                                                | 3 – 3                                                                         | Madagascar                                                                    | Amichevole                                                                    | -                                                                             |                                                                               |
| 27-9-2022                                                                     | Mohammedia                                                                    | Rep. del Congo                                                                | 0 – 2                                                                         | Mauritania                                                                    | Amichevole                                                                    | -                                                                             | 46’                                                                           |
| 23-3-2023                                                                     | Brazzaville                                                                   | Rep. del Congo                                                                | 1 – 2                                                                         | Sudan del Sud                                                                 | Qual. Coppa d'Africa 2023                                                     | -                                                                             | 60’                                                                           |
| 17-11-2023                                                                    | Ndola                                                                         | Zambia                                                                        | 4 – 2                                                                         | Rep. del Congo                                                                | Amichevole                                                                    | -                                                                             |                                                                               |
| 25-3-2024                                                                     | Chambly                                                                       | Gabon                                                                         | 1 – 1                                                                         | Rep. del Congo                                                                | Amichevole                                                                    | -                                                                             |                                                                               |
| 11-6-2024                                                                     | Agadir                                                                        | Marocco                                                                       | 6 – 0                                                                         | Rep. del Congo                                                                | Qual. Mondiali 2026                                                           | -                                                                             |                                                                               |
| 5-9-2024                                                                      | Brazzaville                                                                   | Rep. del Congo                                                                | 1 – 0                                                                         | Sudan del Sud                                                                 | Qual. Coppa d'Africa 2025                                                     | -                                                                             | 90+2’                                                                         |
| 9-9-2024                                                                      | Kampala                                                                       | Uganda                                                                        | 2 – 0                                                                         | Rep. del Congo                                                                | Qual. Coppa d'Africa 2025                                                     | -                                                                             | 19’                                                                           |
| 15-10-2024                                                                    | Brazzaville                                                                   | Rep. del Congo                                                                | 1 – 1                                                                         | Sudafrica                                                                     | Qual. Coppa d'Africa 2025                                                     | -                                                                             |                                                                               |
| 14-11-2024                                                                    | Juba                                                                          | Sudan del Sud                                                                 | 3 – 2                                                                         | Rep. del Congo                                                                | Qual. Coppa d'Africa 2025                                                     | -                                                                             | 78’                                                                           |
| Totale                                                                        |                                                                               | Presenze                                                                      | 10                                                                            |                                                                               | Reti                                                                          | 0                                                                             |                                                                               |